# Делчево (област Благоевград)
Вижте пояснителната страница за други значения на Делчево.
Дѐлчево е село в Югозападна България. То се намира в община Гоце Делчев, област Благоевград.

## География
Село Делчево се намира в полите на Южен Пирин, на 9 километра от град Гоце Делчев. Надморската му височина е 1050 метра. Селото е на 18 километра от гръцката граница, на 50 километра от Драма, на 90 километра от Кавала и на 200 километра от София. В близост до селото са балнеокурортното селище Огняново, на 45 километра отстои ски курортът Банско, а язовир Доспат е на 50 километра.

## История
Има данни за съществуването на селището още от римската епоха. Откритата наблюдателна и охранителна кула свидетелства за различни дейности от това време. Но официално като селище, Делчево възниква през XVII век край турски чифлик, до 1912 г. е под османска власт, а до 1934 година името на селото е Юч дурук.
Александър Синве („Les Grecs de l’Empire Ottoman. Etude Statistique et Ethnographique“), който се основава на гръцки данни, в 1878 година пише, че в Уч-Чуруки (Utch-Tchourouki), Мелнишка епархия, живеят 500 гърци.
В „Етнография на вилаетите Адрианопол, Монастир и Салоника“, издадена в Константинопол в 1878 година и отразяваща статистиката на населението от 1873 година Уг догрук чифлик (Ug-dogrouk-tchiflik) е посочено като село с 69 домакинства и 250 българи.
В 1891 година Георги Стрезов пише за селото:
| „ | Уч-дурук, село на Ю. от Неврокоп 1 1/2 ч. Лежи на стръмно място при последните клонове от Али-Ботуш. Нивята на селото се намират в Неврокопското поле. Освен земледелци има и златари и зидари по Света гора и другаде. Църква, в която се чете смесено; училище гръцко. 90 къщи българе. Преди 2 години селото било чифлик. | “ |

Поминъкът на населението му през XIX век е свързан със земеделие (отлгеждане на тютюн), животновъдство и отчасти с кираджийство, дюлгерство и дърводобив. В края на века в селото живеят 560 жители българи християни, повечето от които са избити от турската войска по време на подготовката на Илинденско–Преображенското въстание.
Към 1900 година според известната статистика на Васил Кънчов („Македония. Етнография и статистика“) населението на Ючъ Дурукъ брои 560 души, всичките българи християни.
През 1908-1909 година селото има 126 български къщи с население 613 души.
В рапорт до Иларион Неврокопски от 1909 година пише за Юч Дурук:
| „ | С. Юч Дорук... Селото е разположено високо над Неврокоп. То е стръмно място и наоколо са букови гори. Има 126 къщи български, 613 души население. Селяните се занимават със земеделие, като цяло имат и работа на полето. Донасят всеки ден в града дърва и въглища. Селото е било чифлик, но сега вече са изкупили къщите от Мохамеди бей. | “ |

При избухването на Балканската война в 1912 година 15 души от селото са доброволци в Македоно-одринското опълчение.
През 1934 г. селото е прекръстено с името на българския революционер Гоце Делчев.

## Население

### Етнически състав
Преброяване на населението през 2011 г.
Численост и дял на етническите групи според преброяването на населението през 2011 г.:
|                     | Численост |
| Общо                | 51        |
| Българи             | 46        |
| Турци               | –         |
| Цигани              | –         |
| Други               | 5         |
| Не се самоопределят | –         |
| Неотговорили        | –         |

## Културни и природни забележителности
Селото има своеобразен архитектурен облик, в който хармонично са съчетани стръмният терен, амфитеатралното разположение на къщите и тесните, покрити с калдъръм улички. Голяма част от жилищните сгради са строени в края на XIX и началото на XX век от местни майстори. Принадлежат към типа възрожденска къща: 27 от тях са паметници на културата.
Старинните му къщи, повечето строени през втората половина на XIX в., са накацали амфитеатрално на стръмния югоизточен склон на планината. На някои места използва скалата направо за зид на приземния етаж и се наблюдава едно интересно вплитане на природата в архитектурния облик на селото. Доста от къщите са с еркерно наддаване на втория етаж. Те, в съчетание с тесните, виещи се по планинския скат улички с калдъръм, създават на места типична възрожденска атмосфера. По-голямата част от къщите на Делчево са обявени за архитектурни паметници на културата.
Църквата „Успение Богородично“ е в центъра на селото. Строена през 1838 г. Тя е трикорабна каменна постройка с галерия от юг и купол на централния кораб (вероятно добавен при преустройството). Художествена стойност в интериора на църквата имат рисуваният дървен иконостас с 10 сцени от „Шестоднева“, изобразени върху подиконните пана (XIX в.), стари царски двери (края на XVI – XVII в.) и иконите (66 на брой XIX в).
Районът около селото е подходящ за екскурзии и планинарство, за обучения и алтернативен туризъм, за разходки с велосипеди, мотори и коне до Попови ливади Момина кула. По горските еко-пътеки ще намерите заслони с чешми и огнища, букова вода, живописни водопади и поляни с билки и гъби. Развиващият се селски и културен туризъм променя облика на селото в последните години. Обновен е площадът, кметството и старото училище – вече Туристически информационен център. Предстои откриването на още няколко хотела и механи. Селото разполага с над 120 места за настаняване в уникални къщи за гости: Панайотовата, Соломонтовата, Мангаловата, Четрафиловата, Янчевата, Златиновата, Стоевата, Карамановата, Пенковата и др. Новооткритият етнографски комплекс с веселото название „Шапковътъ кръчмъ“ е кацнал на обновения площад, до обновеното Кметство, в сърцето на Делчево. Класическият ансамбъл, хармоничното съчетание от механа, терасиран двор с барбекю и хотелска база, съперничи с най-добрите образци в региона и вече е „перла в короната“ на селския туризъм тук. Съчетание от съвременен лукс и битов вкус, „Шапковатъ кръчмъ“ е сама по себе си атракция, представяща историята, живота и културата на селото.

### Параклис „Свети Костадин“ на връх Свети Костадин
Връх Свети Костадин (известен и с турското наименование Юч Дорук със значение Трите върха или Троен връх) разполага с три коти – Сирнишка скала (1301 м), Св. Костадин (1380 м), Гологунката (1330 м).
Върхът участва активно в празнично-обредната система и в демонологичните вярвания на населението на Делчево – на Сирнишка скала са се правели сирници, а на връх Свети Костадин и към началото XXI век се коли курбан за здраве и дъждовно лято.
Курбанът е мотивиран от преданието за овчар, който точно на Костадиновден видял как към Делчево се задава гръмотевична буря и градушка, но преди да достигне селото, откъм върха проблеснала светкавица, разкъсала облаците и отклонила градушката към съседното с. Добротино. Това се възприело като знак, че Свети Костадин пази синора и трябва да се започне празник в негова чест.
Мястото съществува изцяло в природен код до 2011 г., когато започва строителството на едноименния параклис.

## Редовни събития
Ежегоден фестивал на виното и любовта – „Денят на Трифон Зарезан“ с пресъздаване на „Делчевска сватба“, традиционно зарязване на лозята и Конкурс за домашни вина през февруари месец.
Ежегоден традиционен събор на селото „Константин и Елена“ – 21 май.
Ежегоден международен Фестивал на древните тайнства „Еньов ден“ – 22 – 25 юни.

## Личности
Родени в Делчево
- Апостол Николов Кълвачев (1863 – след 1943), български революционер
- Георги Илиев Пиронков (1883 – след 1943), македоно-одрински опълченец, 2-ра рота на 15-а щипска дружина;[14] на 8 март 1943 година като жител на Делчево подава молба за българска народна пенсия, която е одобрена и пенсията е отпусната от Министерския съвет на Царство България[15]
- Иван Кривокапов (1882 – след 1943), български революционер
- Иван Нурков, български революционер, деец на ВМРО[16]
- Илия Костадинов Комитов (1881 – след 1943), македоно-одрински опълченец, служи в 3-та рота на 15-а щипска дружина[17] (или 5-а одринска дружина[18]); на 8 март 1943 година като жител на Делчево подава молба за българска народна пенсия, която е одобрена и пенсията е отпусната от Министерския съвет на Царство България[17]
- Сергий Шапков (р. 1949), български духовник